# 嘉兴日报
《嘉兴日报》是中华人民共和国浙江省嘉兴市唯一的大型综合性报纸，是中共嘉兴市委的党报。正式创刊于1985年1月，国内统一刊号是CN33-0010。《嘉兴日报》由嘉兴日报社编辑出版。